# Eletroquimioluminescência
Eletroquimioluminescência ou quimioluminescência eletrogerada (do inglês, Electrochemiluminescence ou Electrogenerated Chemiluminescence - ECL) é uma espécie de luminescência produzida a partir de reações eletroquímicas em soluções. Na eletroquimioluminescência, os intermediários eletroquimicamente gerados sofrem uma alta reação exergônica para produzir um estado eletronicamente excitado que, então, emite luz. Tal excitação ocorre devido à transferência de elétrons energéticos (reação redox), reações de espécies eletrogeradas. Essa é uma forma de quimioluminescência onde um ou todos os reagentes são produzidos eletroquimicamente sobre eletrodos.
A eletroquimioluminescência é geralmente observada durante a aplicação de potencial (alguns volts) em eletrodos da célula eletroquímica que contém determinada solução de espécies luminescentes (hidrocarbonetos policíclicos aromáticos, complexos metálicos) em solvente orgânico aprótico (que não pode doar ligações de hidrogênio).

## Aplicação
A eletroquimioluminescência provou ser muito útil em aplicações analíticas como um método altamente delicado e seletivo. Combina as vantagens analíticas da análise quimioluminiscente (ausência de sinal óptico de fundo) com a facilidade de controlar a reação por aplicação de potencial do eletrodo. A selectividade reforçada pela análise de eletroquimioluminiscência é alcançada pela variação de potencial do eletrodo, assim controlando espécies que são oxidadas/reduzidas no eletrodo e atuando na reação.
A quimioluminescência eletrogerada é muito utilizada comercialmente em diversas aplicações de laboratório.